# C.J. Ramone
C.J. Ramone, pseudonimo di Christopher Joseph Ward (New York, 8 ottobre 1965), è un musicista statunitense, meglio conosciuto come il bassista del gruppo punk rock Ramones dal 1989 al 1996.
La sua città natale è Queens, a New York. C.J. rimpiazzò l'originale bassista dei Ramones, Dee Dee Ramone, benché Dee Dee continuasse a scrivere canzoni per il gruppo.
C.J. cantò molte canzoni conosciute del gruppo, e gli diede un'immagine giovane, avendo ben 17 anni meno di Johnny Ramone. C.J. era un marine e un fan dei Ramones, prima di entrare nel gruppo. Era anche un grande fan di Dee Dee, e suonava con lui in un gruppo chiamato The Ramainz, formato oltre che da loro due anche da Marky Ramone e dalla moglie di Dee Dee Ramone, Barbara Zampini (Barbara Ramone). Ha anche suonato con i Los Gusanos e nei Bad Chopper.
Quando C.J. entrò nei Ramones fu visto come aria fresca dentro il gruppo che, da metà degli anni ottanta, aveva perso molta della sua energia.
Quando i Ramones entrarono nel Rock and Roll Hall of Fame, Tommy Ramone, il primo batterista del gruppo, ringraziò C.J. per "aver reso giovane il gruppo". C.J. ebbe anche l'idea, per il gruppo, di realizzare la cover di I Don't Want to Grow Up di Tom Waits per il cd ¡Adios Amigos!. C.J. era il più giovane membro del gruppo dopo il suo arrivo per 9 anni. Il suo primo show con i Ramones fu il 30 settembre del 1989 in Leicester in Inghilterra, e suonò col gruppo fino al loro ritiro dalle scene, avvenuto il 6 agosto del 1996. Si sposò con la nipote di Marky Ramone, Chessa, con cui poi ebbe due figli.
È apparso, insieme alla band nel cartone animato de I Simpson, nel quarto episodio della quinta stagione.
Nel 2004 partecipa ad un concerto tributo ai Ramones (immortalato nel film-documentario Too Tough to Die: a Tribute to Johnny Ramone) per il trentesimo anniversario della fondazione della band, insieme a Henry Rollins dei Black Flag, Steve Jones dei Sex Pistols, Tim Armstrong dei Rancid, Brett Gurewitz dei Bad Religion ed altri ancora.
C.J. è ora sposato con l'avvocato Denise Barton.
Con la sua band, i Bad Chopper e con l'aiuto del produttore Daniel Rey ha pubblicato un album omonimo il 1º novembre 2007 in versione cd e nel febbraio del 2008 in versione vinile. La band si scioglie nel 2009 e C.J. inizia a suonare concerti accompagnato da Daniel Rey sotto il nome CJ Ramone. Nel 2012 pubblica il suo primo lavoro solista intitolato Reconquista a cui segue un tour internazionale accompagnato dal chitarrista Jonny "2 Bags" Wickersham e dal batterista David Hidalgo Jr., entrambi membri dei Social Distortion. A seguito del successo dell'album e del relativo tour, C.J. incide nel 2014 un nuovo album intitolato Last Chance to Dance.

## Discografia

### Con i Los Gusanos

#### Album in studio
- 1998 - Los Gusanos (1998)

#### Singoli
- 1993 - Quick To Cut
- 1994 - Los Gusanos / Youth Gone Mad
- 1994 - I'd Love To Save The World

### Con i Bad Chopper

#### Album in studio
- 2007 - Bad Chopper

#### Singoli
- 2000 - The Warm Jets
- 2003 - Real Bad Time

### Da solista

#### Album in studio
- 2012 - Reconquista
- 2014 - Last Chance To Dance
- 2017 - American Beauty
- 2019 - The Holy Spell

#### Singoli
- 2014 - Understand Me?